# Geokichla dohertyi
Geokichla dohertyi là một loài chim trong họ Turdidae.

## Hình ảnh

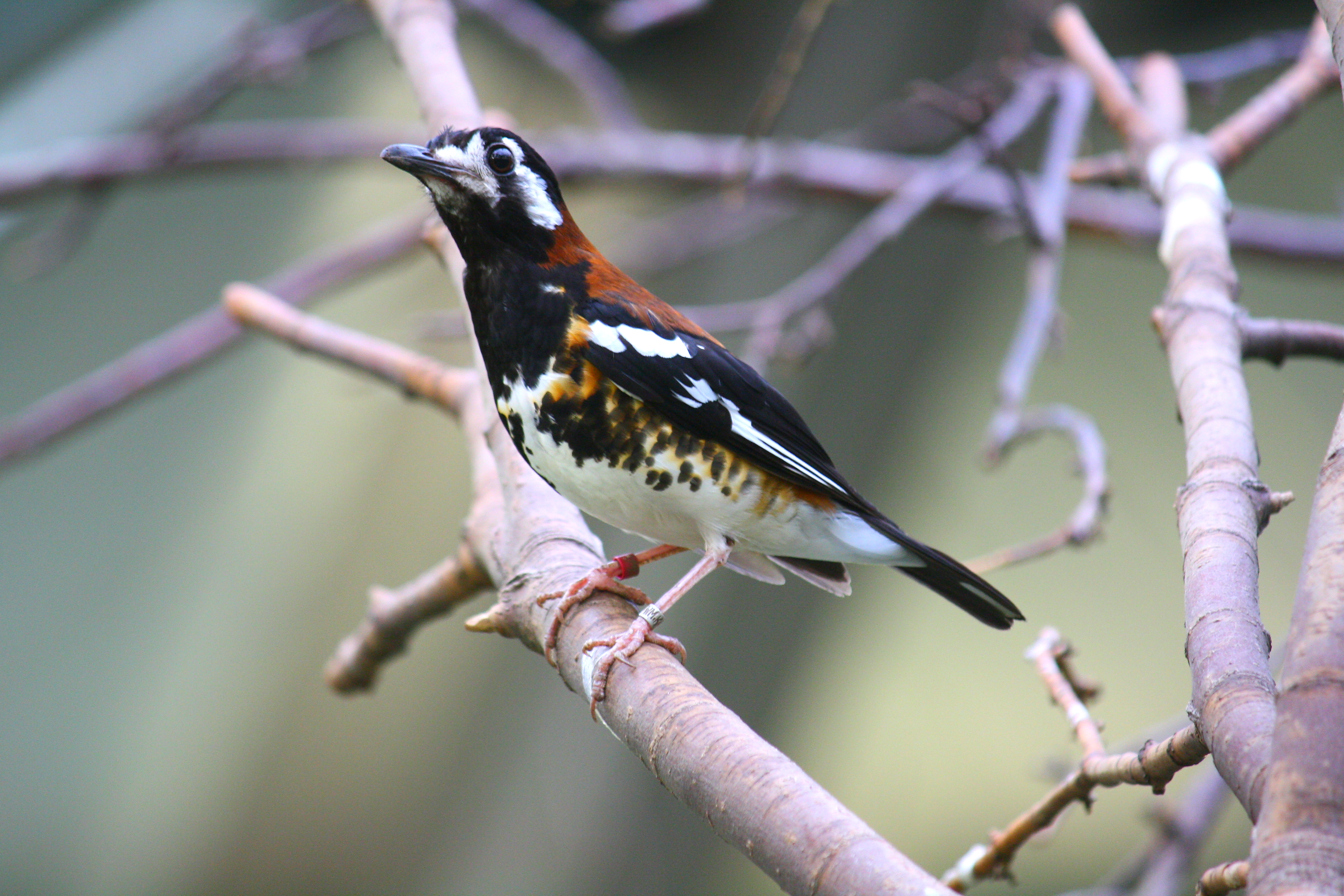